# متعدد الثيازيل

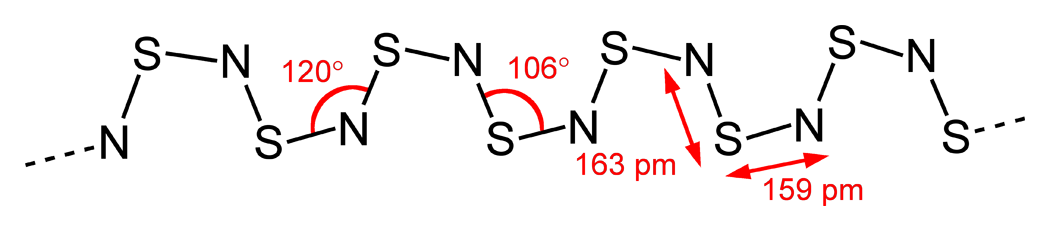
بنية متعدد الثيازيل

متعدد الثيازيل هو بوليمر لاعضوي يتألف من عنصري الكبريت والنتروجين SN)x). رغم أنه من مكون من لافلزات إلا أنه يتميز بصفاته الفلزية، فهو موصل كهربائي له بريق، وهو بذلك أول بوليمير لاعضوي ذو صفات موصلة كهربائية مكتشف.
كما وجد أن له موصلية فائقة عند درجات حرارة منخفضة جداً.
يوجد في الشروط القياسية على شكل صلب له لون أصفر ذهبي إلى برونزي، وهو مستقر تجاه أكسجين الهواء، وهو غير قابل للانحلال في جميع المذيبات.
يمكن أن يحضر هذا البوليمر انطلاقاُ من رباعي نتريد رباعي الكبريت؛ أو ثنائي نتريد ثنائي الكبريت.